# Heinz Schreckenberg
Heinz Schreckenberg (* 10. November 1928 in Essen; † 30. Mai 2017 in Münster) war ein deutscher Judaist und Philologe. Er war als Lehrbeauftragter an der Universität Münster tätig.
Schreckenberg studierte Klassische Philologie, Philosophie und Archäologie. 1959 wurde er an der Philosophischen Fakultät der Universität Münster mit der Dissertation Δραμa („Drama“) zum Dr. phil. promoviert. Ab den 1960er Jahren veröffentlichte er zahlreiche Fachbücher in den Bereichen Klassische Philologie, Judaistik, Theologie und Kunstgeschichte und leistete auch umfangreiche Forschungsarbeit zum Alltagsleben im Nationalsozialismus; 2006 erschien außerdem eine biographische Studie über Adolf Hitler von Schreckenberg.
Als Schwerpunkt seiner wissenschaftlichen Arbeit galt das antike Judentum und Christentum. Schreckenberg wirkte am Institutum Judaicum Delitzschianum der Münsteraner Universität. Zu seinem 60. Geburtstag gab die Universität eine 400-seitige „Festschrift für Heinz Schreckenberg“ zum Thema Begegnungen zwischen Christentum und Judentum in Antike und Mittelalter heraus.

## Schriften (Auswahl)
- Bibliographie zu Flavius Josephus (= Arbeiten zur Literatur und Geschichte des hellenistischen Judentums, Band 14). Brill, Leiden 1979, ISBN 90-04-05968-7.
- Die christlichen Adversus-Judaeos-Texte und ihr literarisches und historisches Umfeld (1.–11. Jh.) (= Europäische Hochschulschriften. Reihe 23: Theologie. Band 172). Lang, Frankfurt am Main u. a. 1982, ISBN 3-8204-5701-1 (4., überarbeitete und ergänzte Auflage 1999, ISBN 3-631-33945-3).
- Christliche Adversus-Judaeos-Bilder. Das Alte und Neue Testament im Spiegel der christlichen Kunst (= Europäische Hochschulschriften. Reihe 23: Theologie. Band 650). Lang, Frankfurt am Main u. a. 1999, ISBN 3-631-33989-5.
- Erziehung, Lebenswelt und Kriegseinsatz der deutschen Jugend unter Hitler. Anmerkungen zur Literatur (= Geschichte der Jugend, Band 25). Lit, Münster 2001, ISBN 3-8258-4433-1.
- Ideologie und Alltag im Dritten Reich. Lang Verlag, Frankfurt a. M. u. a. 2003, ISBN 978-3-631-51325-5.
- Hitler – Motive und Methoden einer unwahrscheinlichen Karriere – eine biographische Studie. Verlag Lang, Frankfurt am Main u. a. 2006, ISBN 978-3-631-54616-1.
- Der Hitler-Barde Hans Baumann und sein Wirken vor 1945. Ein katholisches Janusgesicht. Verlag Dr. Köster, Berlin 2009, ISBN 978-3-89574-715-1.